# Kisdorog
Kisdorog je vas na Madžarskem, ki upravno spada pod podregijo Bonyhádi Županije Tolna.